# Manuel Domingo Lucas Barbieri
Manuel Domingo Lucas Barbieri (Formosa, 18 de octubre de 1927 - 7 de diciembre de 1959) fue un político argentino.
Además de ejercer la docencia como profesor de Contabilidad en la Escuela Nacional de Comercio de Formosa, volcó sus esfuerzos en las asociaciones culturales y canalizó sus ideales a través de la actividad política en filas del Partido Demócrata Progresista.
Así fue integrante de la Asociación de Estudiantes Formoseños en Santa Fe; presidente de la Asociación de Jóvenes en Formosa; miembro de la Junta Promotora de la Universidad del Nordeste; integró la Mesa Ejecutiva del Partido Demócrata Progresista de Formosa y fue delegado ante la Mesa Nacional de ese partido.
En las elecciones del 28 de julio de 1957 fue elegido Convencional Constituyente Provincial y en tal carácter representó a su partido político en tal trascendente acontecimiento institucional para la novel Provincia de Formosa. Falleció en 1959